# Serranía de Macuira
Serranía de Macuira är ett bergsområde på Guajirahalvön i norra Colombia, vid Karibiska havet. Här finns nationalparken Parque Nacional Natural de Macuira. Högsta toppen är Cerro Palúa på 864 meter över havet.
Serranía de Macuira sträcker sig 30 km i sydostlig-nordvästlig riktning.